# Pander Society
Die Pander Society ist eine paläontologische Vereinigung zur Erforschung von Conodonten, die als Leitfossilien des Paläozoikums und der Trias eine große stratigraphische Bedeutungen haben.
Sie wurde 1967 gegründet und ist nach Christian Heinrich Pander, dem Pionier der Conodontenforschung, benannt. Der Präsident wird Chief Panderer genannt und ist zurzeit (seit 2022) Guillermo L. Albanesi (Universität Córdoba).
Sie veröffentlicht einen jährlichen Newsletter und vergibt zwei Preise, den Pander Award für Lebensleistung in der Conodonten-Forschung und die Hinde Medal für Nachwuchswissenschaftler.

## Pander Medal
Preisträger waren:
- 1975 John Huddle
- 1977 Samuel Ellison
- 1977 William Furnish
- 1980 Klaus Beckmann
- 1985 Walter C. Sweet
- 1988 Willi Ziegler
- 1991 Anita G. Harris
- 1992 Carl Rexroad
- 1995 Gilbert Klapper
- 1996 Maurits Lindström
- 1998 Ray Ethington
- 2001 Stig Bergström
- 2003 Klaus J. Müller
- 2006 Richard Aldridge
- 2006 Lennart Jeppsson
- 2009 Christopher Richard  Barnes
- 2009 Peter von Bitter
- 2013 Pierre Bultynck
- 2013 Anita Löfgren
- 2013 Charles A. Sandberg
- 2013 Walter Youngquist
- 2014 David L. Clark
- 2017 Peter Carls
- 2017 Viktor Maslov & Olga Artyushkova
- 2017 Mike Orchard
- 2017 Chengyuan Wang
- 2019 Hans-Peter Schönlaub

## Hinde Medal
- 2006 Mark A. Purnell
- 2009 Sachiko Agematsu
- 2014 Maria Giovanna Corriga
- 2018 Carlos Martínez-Pérez